# Барбакару, Анатолий Иванович
Анато́лий Ива́нович Барбака́ру (укр. Анатолій Іванович Барбакару; 15 февраля 1959, Бендеры, Молдавская ССР) — украинский тележурналист, писатель, сценарист, автор и исполнитель песен в стиле русского шансона, профессиональный карточный игрок во времена Советского Союза.

## Биография
Анатолий Иванович Барбакару родился 15 февраля 1959 года в городе Бендеры, Молдавия.
Окончил школу-интернат в Бендерах.
В 1976 году поступил в Одесский технологический институт.
С 1978 по 1981 год — спортсмен-волейболист.
С 1982 по 1984 год — актёр театральной студии.
С 1980 по 1990 год — профессиональный карточный игрок.
В 1990—1992 годах — лектор общества «Знание».
Находился во всесоюзном розыске, отсидел 2,5 года за тунеядство. После окончания срока в 1992 году сделал пластическую операцию, позже стал репортёром криминальной хроники, ведущим авторских программ на одесском телевидении.
Является лауреатом и победителем различных фестивалей авторской песни. В 2003 году записал авторский диск «Записки шулера, 15 лет».
По приглашению Валерия Тодоровского работал над созданием киносценария для художественного фильма «Консервация».
Является постоянным экспертом и участником телепроектов в России — шоу Андрея Малахова «Пусть говорят», шоу «Интуиция» на канале ТНТ.
Также являлся частым участником ток-шоу Светланы Сорокиной «Основной инстинкт» и полицейского ток-шоу «Участок» на «Первом канале». Ставил сцены в различных фильмах, первыми были картины «Рельсы счастья» и «Ликвидация».
Осенью 2011 года вёл на украинском канале ICTV реалити-шоу «Джентльмены на даче», основной целью которого являлось перевоспитание бывших заключённых. В России данное реалити-шоу на протяжении трёх сезонов существовало в эфире телеканала «Перец».
В 2013 году вышел сериал «Шулер» по мотивам произведения Барбакару, в котором он сыграл второстепенную роль.

### Личная жизнь
Был женат пять раз.

## Дискография
- 2003 — Записки шулера, 15 лет. (Шансон)

## Фильмография
актёр
- 2006 — Рельсы счастья — обаятельный шулер
- 2013 — Шулер (Украина) — Виконт, помощник одесского криминального авторитета

Сценарист
- Консервация
- 2013 — Шулер (Украина) (соавтор сценария)

2016 — Маэстро (Украина)